# کاغذ یا پلاستیک (ترانه)
«کاغذ یا پلاستیک» (به انگلیسی: Paper or Plastic) ترانه‌ای از خوانندهٔ آمریکایی بروک کندی می‌باشد. این ترانه توسط جاش کامبی، شاری شورت و افشین سلمانی نوشته شده‌است و تهیه‌کنندگی نیز برعهدهٔ نان‌فیکشن بوده‌است قرار می‌بود در آلبوم منتشر نشدهٔ کندی تحت عنوان مسئله با پدر قرار گیرد. «کاغذ یا پلاستیک» به‌عنوان پنجمین تک‌آهنگ تبلیغاتی این آلبوم منتشر شده بود. کندی در سال ۲۰۱۷ آرسی‌ای را ترک نمود تا تمرکزش را وقف دومین آلبوم چندآهنگهٔ خود کند که منجر شد انتشار مسئله با پدر لغو شود.